# Emma Johansson
Emma Karolina Johansson (født 23. september 1983 i Sollefteå) er en svensk cykelrytter.
Under Sommer-OL 2008 i Beijing og i 2016 cyklede hun sig til en sølvmedalje for Sverige. I 2008 tabte hun spurten til Nicole Cooke fra Storbritannien. Johansson fik den første svenske OL-medalje for kvinder indenfor cykling.
Emma Johansson cykler for det britiske hold Wiggle High5. Hun bor i Belgien.